# Logis de Vallade
Logis de Vallade is een kasteel in de Franse gemeente Rétaud. Het is een beschermd monument sinds 1992.